# La leggenda di Bruce Lee
La leggenda di Bruce Lee (李小龙传奇) è una serie televisiva cinese, composta da 50 episodi da 47 minuti l'uno in versione cinese e da 30 episodi da 45 minuti l'uno nella versione doppiata in italiano e inglese.
In Italia è trasmessa sul canale Rai 4 dal 4 aprile 2009.

## Trama
Si tratta della biografia televisiva dell'indimenticabile artista marziale Bruce Lee, trasmessa dalla televisione di Stato cinese CCTV in occasione delle Olimpiadi del 2008. Danny Chan Kwok-kwan, già interprete di film come Shaolin Soccer e Kung Fusion, veste nel telefilm i panni di Bruce Lee in un'ottima prova interpretativa sostenuta da un'eccezionale preparazione atletica. Il racconto della serie prende avvio dalla seconda metà degli anni cinquanta, quando a Hong Kong il giovane Bruce Lee inizia ad accostarsi all'arte del kung fu.

## Cast
Danny Chan Kwok-kwan è Bruce Lee e Michelle Lang è sua moglie, Linda Lee Cadwell. Le riprese sono durate più di 9 mesi e sono state effettuate in Cina, a Hong Kong, Macao, negli Stati Uniti d'America, in Italia e in Thailandia, e sono costate 50 milioni di yuan (7.3 milioni di dollari). La figlia di Bruce Lee, Shannon Lee, è la creatice della serie.
Oltre a Chan e Lang, la serie televisiva vede le apparizioni di campioni delle arti marziali come Mark Dacascos, Ray Park, Gary Daniels, Ernest Miller e Michael Jai White.

## Episodi
| Stagione       | Episodi           | Prima TV originale | Prima TV Italia |
| -------------- | ----------------- | ------------------ | --------------- |
| Prima stagione | 50 (30 in Italia) | 2008-2009          | 2009            |